# Course de la Paix 2004
La 57e Course de la Paix a lieu du 8 au 16 mai 2004. En fixant le départ à Bruxelles, les organisateurs rompent radicalement avec la tradition, l'histoire de la Course, et sa géographie, tout en lui gardant  une fonction "idéologique", celle que symbolise la Colombe, vecteur pacifique utilisé ici pour signifier l'union Est-Ouest de l'Europe. Sur le plan sportif, la course a pour résultat la première victoire d'un coureur italien, Michele Scarponi. 

## La course

### Les étapes
| # | Date   | Villes étapes                            | km  | Vainqueur         | Leader           |
| - | ------ | ---------------------------------------- | --- | ----------------- | ---------------- |
| 1 | 8 mai  | Circuit autour de Bruxelles (BEL)        | 143 | Lars Wackernagel  | Lars Wackernagel |
| 2 | 9 mai  | Circuit autour de Hanovre (ALL)          | 133 | Denis Bertolini   | Lars Wackernagel |
| 3 | 10 mai | Hemmingen (ALL) - Halberstadt (ALL)      | 144 | Sebastian Siedler | Lars Wackernagel |
| 4 | 11 mai | Eisleben (ALL) - Beierfeld (ALL)         | 205 | Michele Scarponi  | Michele Scarponi |
| 5 | 12 mai | Görlitz (ALL) - Wroclaw (POL)            | 193 | Martin Hvastija   | Michele Scarponi |
| 6 | 13 mai | Szczawno Zdoj (POL) - Jelenia Gora (POL) | 188 | Sławomir Kohut    | Michele Scarponi |
| 7 | 14 mai | Sklarszka Poreba (POL) - Teplice (CZE)   | 202 | Erik Zabel        | Michele Scarponi |
| 8 | 15 mai | Bilina (CZE) - Karlovy Vary (CZE)        | 185 | David Loosli      | Michele Scarponi |
| 9 | 16 mai | Karlovy Vary(CZE) - Prague (CZE)         | 184 | Erik Zabel        | Michele Scarponi |

## Le classement général
|     | Cycliste         | Équipe          |    | Temps            |
| --- | ---------------- | --------------- | -- | ---------------- |
| 1.  | Michele Scarponi | Domina Vacanze  | en | 39 h 16 min 14 s |
| 2.  | Sławomir Kohut   | Hoop CCC-Polsat | +  | 17 s             |
| 3.  | Roger Beuchat    | Vini Caldirola  |    | 18 s             |
| 4.  | Massimo Giunti   | Domina Vacanze  |    | 37 s             |
| 5.  | Christian Werner | T-Mobile        |    | 53 s             |
| 6.  | Christian Knees  | Wiesenhof       |    | 1 min 05 s       |
| 7.  | Erwin Thijs      | MrBookmaker     |    | 1 min 22 s       |
| 8.  | Ralf Grabsch     | Wiesenhof       |    | 1 min 41 s       |
| 9.  | Lubomir Kejval   | Ed'System-ZVVZ  |    | 2 min 05 s       |
| 10. | Tomasz Kiendyś   | Knauf-Mikomax   |    | 3 min 02 s       |

## Les classements annexes
|   | Cycliste          | Points |
| - | ----------------- | ------ |
| 1 | Eric Baumann      | 20     |
| 2 | Björn Schröder    | 19     |
| 3 | Kazimierz Stafiej | 16     |

|   | Cycliste       | Points |
| - | -------------- | ------ |
| 1 | Seweryn Kohut  | 27     |
| 2 | Jan Faltýnek   | 19     |
| 3 | Massimo Giunti | 18     |

|   | Cycliste        | Temps               |
| - | --------------- | ------------------- |
| 1 | Christian Knees | en 39 h 17 min 19 s |
| 2 | David Loosli    | + 2 min 25 s        |
| 3 | Michal Kollert  | + 3 min 35 s        |

|   | Équipe         | Pays      | Temps                |
| - | -------------- | --------- | -------------------- |
| 1 | T-Mobile       | Allemagne | en 117 h 51 min 57 s |
| 2 | Domina Vacanze | Italie    | + 3 min 17 s         |
| 3 | Wiesenhof      | Allemagne | + 3 min 47 s         |